# Moby
Richard Melville Hall, művésznevén Moby (Harlem, New York, 1965. szeptember 11. –) amerikai dalszerző, énekes, producer, DJ és fényképész.
Az elektronikus zenei stílusok körében alkot, ezen kívül vegán életmódjáról és állatvédőként is ismert. Világszerte 20 milliónál is több albumot adott el, az AllMusic weboldal szerint a ’90-es évek egyik legmeghatározóbb könnyűzenei előadója.

## Diszkográfia

### Nagylemezek
- Moby (1992)
- Ambient (1993)
- Everything Is Wrong (1995)
- Animal Rights (1996)
- I Like to Score (1997)
- Play (1999)
- 18 (2002)
- Hotel (2005)
- Last Night (2008)
- Wait for Me (2009)
- Destroyed (2011)
- Innocents (2013)
- Long Ambients 1: Calm. Sleep. (2016, ingyen letölthető album)
- These Systems Are Failing (2016)
- More Fast Songs About the Apocalypse (2017)
- Everything Was Beautiful, and Nothing Hurt (2018)
- Long Ambients 2 (2019)
- All Visible Objects (2020)
- Live Ambients – Improvised Recordings Vol. 1 (2020)
- Reprise (2021)
- Ambient 23 (2023)
- Resound NYC (2023)
- Always Centered at Night (2024)